# Ірвінг Чернєв
Ірвінг Чернєв (29 січня 1900, Прилуки — 29 вересня 1981, Сан-Франциско) — шахіст і плідний україно-американський шаховий автор. Народився в Прилуках у Російській імперії, емігрував до США у 1905 році. Чернєв був народним майстром, силовим гравцем. Він написав, що «ймовірно, читав більше про шахи і грав більше партій, ніж будь-яка людина в історії».

## Біографія
Він написав 20 шахових книг, серед яких: «Магія шахової дошки»!, The Bright Side of Chess, The Fireside Book of Ches, Найповчальніші ігри в шахи, які коли-небудь грали, 1000 найкращих коротких ігор у шахи, практичні шахові кінцівки, комбінації: "Серце шахів " та «Кращі шахові кінцівки Капабланки», останній з них високо оцінив Едвард Вінтер: У 1945 році він і Кеннет Харкнесс написали книгу «Запрошення до шахів», яка стала однією з найуспішніших шахових книг, коли-небудь написаних, продажі досягли шестизначних. Мабуть, його найвідоміша книга — «Логічні шахи: хід за ходом», вперше випущена в 1957 році. Це займає 33 класичні ігри з 1889 по 1952 рік, у які грали такі майстри, як Капабланка; Алехіна; і Тарраш, і пояснює їх у повчальний спосіб. Версія алгебраїчної нотації була опублікована Бетсфордом у 1998 році з незначними змінами в оригінальному тексті. Чернєв помер у Сан-Франциско в 1981 році. У нього залишилися дружина Сельма Кулик та їхній син Мелвін Чернєв.

## Книги
- Шахова стратегія та тактика (з Фредом Рейнфельдом); Чорний лицар 1933[7]
- Цікаві факти про шахи; Чорний лицар 1937[7]
- Магія шахової дошки!; Шаховий огляд 1943[7]
- Запрошення в шахи (з Кеннетом Харкнессом); Саймон і Шустер 1945[7]
- Переможні шахові пастки; Шаховий огляд 1946[7]
- росіяни грають у шахи; Маккей 1947[7]
- Яскрава сторона шахів; Маккей 1948[7]
- Перемоги в шахи (з Фредом Рейнфельдом); Саймон і Шустер 1948[7]
- The Fireside Book of Chess (з Фредом Рейнфельдом); Саймон і Шустер 1949[7]
- 1000 найкращих коротких ігор у шахи ; Саймон і Шустер 1955[7]
- Логічні шахи: хід за ходом; Саймон і Шустер 1957[7]
- Комбінації: Серце шахів; Кроуелл 1960[7]
- практичні шахові кінцівки; Саймон і Шустер 1961[7]
- Найповчальніші ігри в шахи, які коли-небудь грали; Саймон і Шустер 1965[7]
- Шаховий товариш; Саймон і Шустер 1968[7]
- Шахи за годину (з Френком Дж. Маршаллом); Sentinel 1968[7]
- Чудеса та цікавинки шахів; Дувр 1974[7]
- «Золота дюжина» (пізніше перейменована в « Дванадцять великих шахістів та їхні найкращі ігри»); Оксфорд 1976[7]
- Кращі шахові кінцівки Капабланки; Оксфорд 1978[7]
- Повний гравець шашок; Оксфорд 1981[8]
- 200 блискучих фіналів; Саймон і Шустер 1989[7]